# Lait de yack
 (novembre 2019).

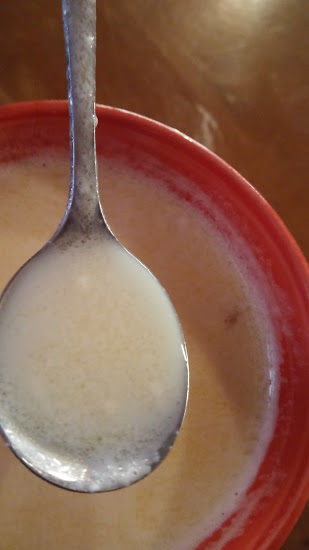
Du lait de yack au miel.

Le lait de yack est le lait provenant d’une dri, yack femelle. Il est un aliment essentiel dans les hauts plateaux d’Asie centrale, qui ne conviennent pas à l’élevage de vaches laitières.

## Composition
La teneur moyenne en matières grasses du lait de yack est supérieure à 6 % et varie entre 5 et 8,6 % au cours de la période de lactation. Le lait de yack a un contenu énergétique moyen de 3 640 kJ (871 kcal), alors que le lait de vache en moyenne 2 680 kJ (640 kcal).
Quand le bébé yack naît et commence à téter, le lait de la femelle yack présente une teinte rose. Cette particularité est due au fait que du sang entre en contact avec le lait, de nature blanc. Ce lait, de couleur rose, contient beaucoup plus de protéines que la normale, et à mesure que le petit yack « vieillit » le lait de la femelle devient blanc,.

## Traite

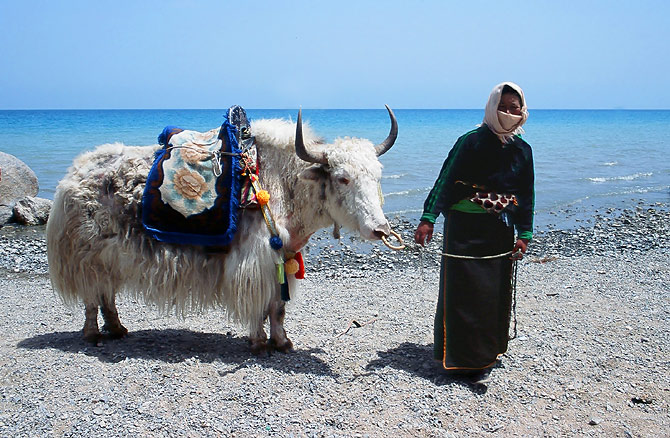
Une femme avec un yack domestique au lac Qinghai.

Le yack est une espèce de bovins du genre Bos. L’élevage ciblé de yacks, qui étaient et sont gardés par des nomades de montagne vivant pour la plupart dans une agriculture de subsistance, a été grandement négligé. Pour cette raison, il existe également très peu de races de yacks par rapport au bétail domestique. Celles-ci sont principalement dues à une séparation géographique et n’ont pas fait l'objet d'une sélection. Aucun élevage ciblé pour la production de lait n’a été entrepris. Les dris donnent relativement peu de lait et, en raison des conditions climatiques extrêmes et de la faible base alimentaire associée, la période de lactation est plus courte que celle des bovins. Les dris produisent du lait pendant cinq mois en moyenne, tandis que les vaches laitières modernes ont une période de lactation de plus de 300 jours.
En règle générale, la vache doit être préparée par un veau. Habituellement, deux personnes sont nécessaires pour la traite. Dans la plupart des régions, les dris ne sont traites qu’une fois par jour. Il est possible de traire deux fois pour augmenter le rendement laitier, mais l’effort supplémentaire est disproportionné par rapport au lait supplémentaire.

## Produits typiques du lait de yack
Parmi les produits typiques à base de lait de yack figurent le beurre de yack Öröm (de), une crème épaisse similaire à la crème caillée et Sar Tos (de), le beurre jaune, dont le produit de départ est Öröm. Le beurre de yack se consomme également dans le thé au beurre salé. 
Des fromages sont également fabriqués, tel que le biaslag (de), fabriqué à partir d’un produit préliminaire ressemblant à du lait aigre.
Le choormog (de) est une boisson légèrement alcoolisée obtenue à partir d’une variété de yaourt obtenue par addition de levure. L’arkhi est plus alcoolisé et est obtenu par distillation.